# サムドゥプ・ジョンカル県

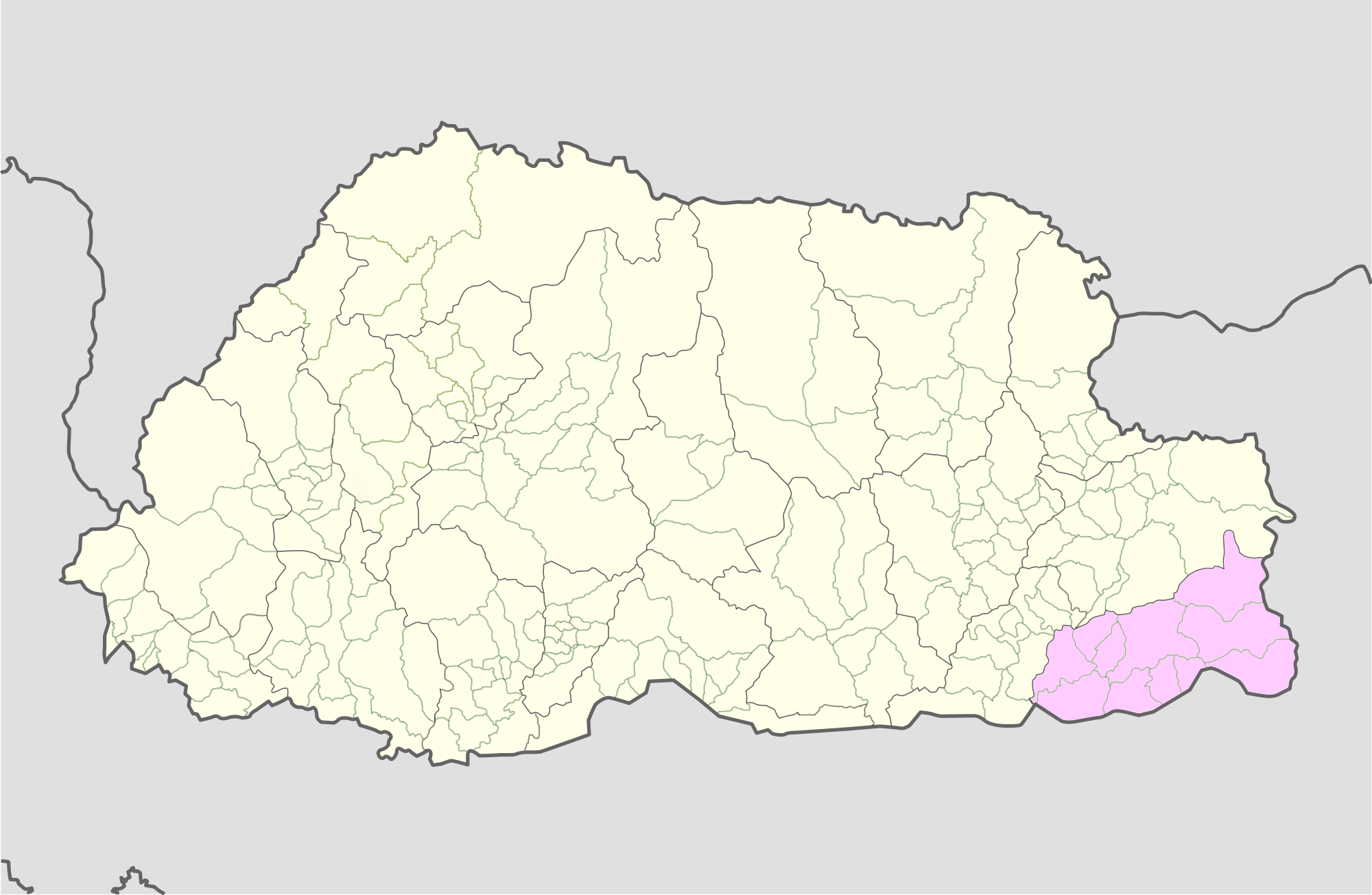
サムドゥプ・ジョンカル県の位置

サムドゥプ・ジョンカル県（サムドゥプ・ジョンカルけん、ゾンカ語:བསམ་གྲུབ་ལྗོངས་མཁར་རྫོང་ཁག/ワイリー方式:Bsam-grub Ljongs-mkhar rdzong-khag）はブータン東部の県。
北部から西部ではツァンラ語が、東部ではネパール語が主に用いられる。
面積は1887km2、2013年の人口は3万9405人、人口密度は20.8人/km2である。

## 行政区画
サムドゥプ・ジョンカル県は11の村に分かれる
。
- デワチャン村（英語版）
- ゴムダル村（英語版）
- ラングチェンフ村（英語版）
- ラウリ村（英語版）
- マルトゥシャラ村（英語版）
- オロング村（英語版）
- ペマサング村（英語版）
- フントゥショサング村（英語版）
- サムラング村（英語版）
- セルシ村（英語版）
- ワングフ村（英語版）

## 保護区
南東部のラングチェンフ村、ペマサング村、サムラング村、セルシ村の一部はカリング鳥獣保護区に含まれる。
カリング鳥獣保護区は緑の回廊で北のサクテング鳥獣保護区と西の王立マナス国立公園に繋がっている
。